# Tapiraí (São Paulo)
Tapiraí é um município do estado de São Paulo, no Brasil. Localiza-se na Região Metropolitana de Sorocaba, na Mesorregião Macro Metropolitana Paulista e na Microrregião de Piedade. Localiza-se a uma latitude 23º57'49" Sul e a uma longitude 47º30'26" Oeste, estando a uma altitude de 900 metros. Em 2020, o Instituto Brasileiro de Geografia e Estatística estimou sua população em 7 766 habitantes. O município é formado pela sede e pelo distrito de Rio Turvo.

## Toponímia
"Tapiraí" é um termo com origem na língua tupi: significa "rio das andorinhas", através da junção dos termos taperá (andorinha) e  'y (rio). Vale observar que o brasão do município, que mostra uma anta ao lado de um rio, está etimologicamente incorreto. Embora a anta seja o animal símbolo do município, o termo correto para "rio das antas" não seria "tapiraí", mas "tapiri", pois tapi'ira (anta) não tem sílaba final forte. Isto ocasiona o desaparecimento da vogal final átona "a", quando de sua fusão com o termo  'y (rio).

## História
Em 1930, a família Rosa, pretendendo vender suas terras nos sertões do Paranapiacaba, contratou o engenheiro Celso David do Valle que, acompanhado de Celestino Américo, percorreu a região. Em local por eles considerado ideal para sede de futura povoação, colocaram um marco e denominaram Paranapiacaba, por ficar em um tabuleiro entre os contrafortes da cordilheira marítima. No mesmo ano, foi construído o primeiro rancho, no então Patrimônio de Paranapiacaba, onde hoje está a Igreja Matriz.
Celso David do Valle, José Kenitz Moreira Lima, Royal Maravalhas e Valdomiro do Valle, formaram em 1932, sociedade, e fundaram a Colônia Juquiazinho, Moreira & Cia Ltda, com a finalidade de locar a estrada Piedade à Juquiá, e construir o trecho Piedade - Patrimônio do Paranapiacaba.
Em 1934 iniciou-se a colonização com a formação da Cia. Agrária Paulista, sendo abertas as estradas vicinais do Rio Verde, Juquiazinho, Travessão e Nagasaki. Dois anos depois as famílias japonesas Kubota, Matsumura, Sato e outras iniciaram a produção de carvão vegetal até hoje importante atividade econômica do município.
Em 1938, foi inaugurada a capela e distrito que recebeu o nome de Santa Catarina, pertencente ao município de Piedade. No ano de 1944, por imposição de Lei Federal que proibia o nome de Estado para municípios, o nome de Santa Catarina não poderia permanecer, então o nome foi mudado para Tapiraí.
No dia 28 de Dezembro de 1958, realizou-se o plebiscito pró-emancipação com a presença de 94 dos 103 eleitores inscritos, tendo sido aprovado o mesmo por 93 a 1.
As divisas foram firmadas, desmembrando Tapiraí de Piedade, Juquiá e São Miguel Arcanjo.
A data de emancipação do município é 19 de fevereiro de 1959 (66 anos).

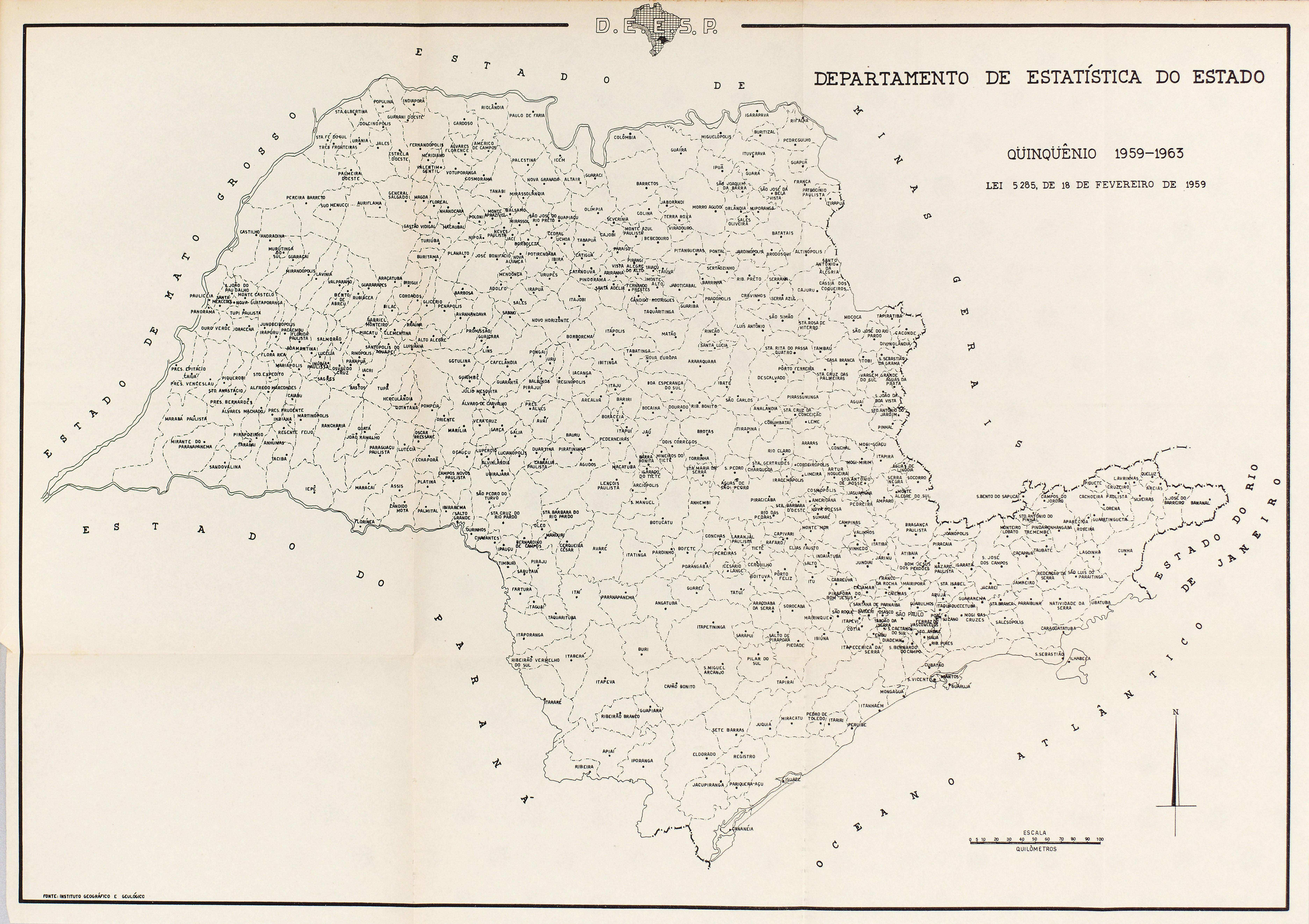
Estado de São Paulo (1959).

## Geografia

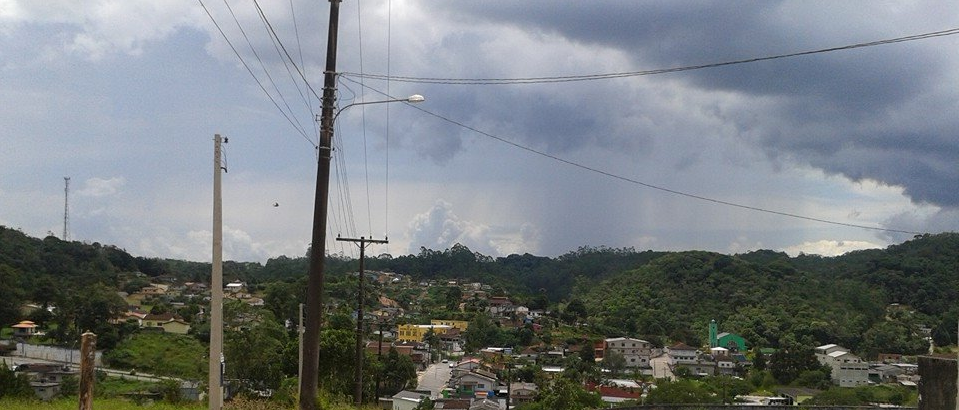
Vista panorâmica do centro.

Tapiraí está situado na Região Metropolitana de Sorocaba. No entanto, por possuir grande parte do território banhado por rios da bacia do Ribeira de Iguape, Tapiraí também pertence à Região do Vale do Ribeira. Estando a 64 km da cidade de Sorocaba e a 92 km de Registro. O município ocupa uma área 755,100 km².   
Localizado nos contrafortes da Serra do Mar, seu relevo é montanhoso com declives e vales em "V", terrenos de boa drenagem, com vegetação natural (floresta tropical úmida de encosta, e floresta subtropical de altitude). A altitude da sede é de 900 metros, mas em alguns pontos do município, a altitude pode passar dos 1000 metros. São nessas partes mais altas onde se localizam os mirantes, que proporcionam uma bela vista panorâmica da mata atlântica local e da serra do mar.
A característica mais importante de Tapiraí é sua enorme área de Mata Atlântica, tendo 80% do território tombado como Área de Proteção Ambiental - APA e declarada Reserva da Biosfera em 1992.
Vizinha à Reserva da Juréia e ao Parque Estadual Carlos Botelho (Sete Barras, São Miguel Arcanjo, Tapiraí e Capão Bonito), a mata tapiraiense preserva muitos animais raros, inclusive pássaros que já atraíram muitos observadores ao município.

### Clima
Seu clima é subtropical, temperado, apresentando temperatura média de 13 °C  no inverno e 22 °C no verão. Registra índices pluviométricos anual entre 1.300 a 1.500 mm.
Durante o verão, os dias são bastante quentes e as noites amenas. Já no inverno, o frio é rigoroso, sendo comum em alguns dias a temperatura mínima chegar próxima a 0 °C, ocorrendo a formação de geadas - Tapiraí registrou a temperatura mínima de 3 graus negativos em 2000; 1,3 grau negativo em 2011, e 2,6 negativos em 2021.
Os fatores climáticos como a vegetação e a altitude, faz de Tapiraí um dos 5 municípios do Estado de São Paulo, com a menor temperatura média anual, registrando média de 17,8 °C.

### Hidrografia
- Rio Turvo
- Rio Juquiá

### Rodovias
- SP-79

## Demografia

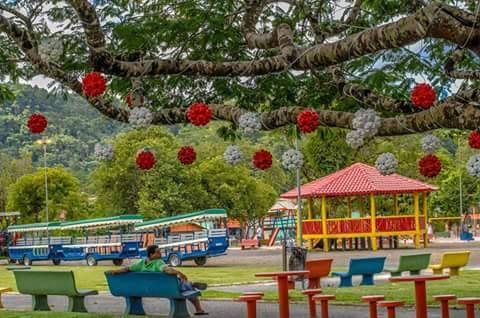
Praça central de Tapiraí.

### População
| Crescimento populacional                             | Crescimento populacional | Crescimento populacional | Crescimento populacional |
| Ano                                                  | População Total          |                          | %±                       |
| ---------------------------------------------------- | ------------------------ | ------------------------ | ------------------------ |
| 1960                                                 | 3 731                    |                          | —                        |
| 1970                                                 | 5 265                    |                          | 41,1%                    |
| 1980                                                 | 5 093                    |                          | −3,3%                    |
| 1991                                                 | 5 734                    |                          | 12,6%                    |
| 2000                                                 | 8 570                    |                          | 49,5%                    |
| 2010                                                 | 8 012                    |                          | −6,5%                    |
| 2022                                                 | 7 996                    |                          | −0,2%                    |
| Est. 2024                                            | 8 122                    | [ 8 ]                    | 1,6%                     |
| Fontes: Censos Demográficos IBGE e Estimativas SEADE |                          |                          |                          |

## Economia
Tapiraí conta com diversos bairros e um distrito, que apresentam importantes atividades econômicas. Estando a 7,5 km da cidade, o Distrito do Turvo é muito importante para economia do município, pois as atividades agrícolas predominam e concentram-se nas suas proximidades, ajudando na renda local. Enquanto na sede e nos bairros, os comércios, as indústrias (confecções, reciclagem, química, mineração de caulim e serrarias) e o turismo, são as principais atividades econômicas.

## Infraestrutura

### Comunicações
O sistema de telefones automáticos foi inaugurado na cidade em 1977 pela Telecomunicações de São Paulo (TELESP), que também implantou o sistema de discagem direta à distância (DDD) em 1979 com o código de área (0152). Anteriormente a cidade era atendida pela Companhia de Telecomunicações do Estado de São Paulo (COTESP).
Na década de 90 o código DDD da cidade foi alterado para (015), para padronização do sistema telefônico com a telefonia celular que estava sendo implantada em todo o estado.

## Cultura e lazer

### Festa do Gengibre
A Festa do Gengibre é uma festa regional de Tapiraí, com ênfase na produção agroindustrial regional que acontece todos os anos na cidade. A comemoração ocorre no mês de julho. Essa festa é organizada pelo Departamento de Turismo, Esporte e Lazer, da Prefeitura de Tapiraí, e pelo Conselho Municipal de Turismo (Comtur). O evento oferece atrações gratuitas, desde rodeio e cavalgada, concurso de rainha do gengibre, exposições e shows gratuitos na Praça de Eventos Matheus Ricciardi, na avenida Professor Natan Chaves. As apresentações musicais ficam por conta dos cantores de nível nacional e regional, além da banda marcial municipal e apresentação de Taiko, uma tradição da colônia japonesa que tem forte presença em Tapiraí.
O gengibre é o produto agrícola mais importante de Tapiraí, cuja qualidade incomparável abastece o mercado nacional. Nessa região também são produzidas outras raízes como inhame e mandioquinha. Na festa do gengibre são expostos diversos tipos de produtos agrícolas, e a população juntamente com os turistas, se divertem em shows de excelência, com grande diversidade de barracas de alimentação e bebidas. A raiz predomina nas receitas, e vale a pena provar o frango com gengibre acompanhado de farofa de banana, e também o quentão, bolo, tapioca e outros alimentos à base de gengibre. No evento é possível comprar e provar delícias da roça, que são produzidas pelos próprios produtores locais.
Tapiraí já foi grande produtora de chá, até exportando o produto, mas com a desativação da fábrica, o gengibre foi o produto que mais se adaptou ao clima da cidade.

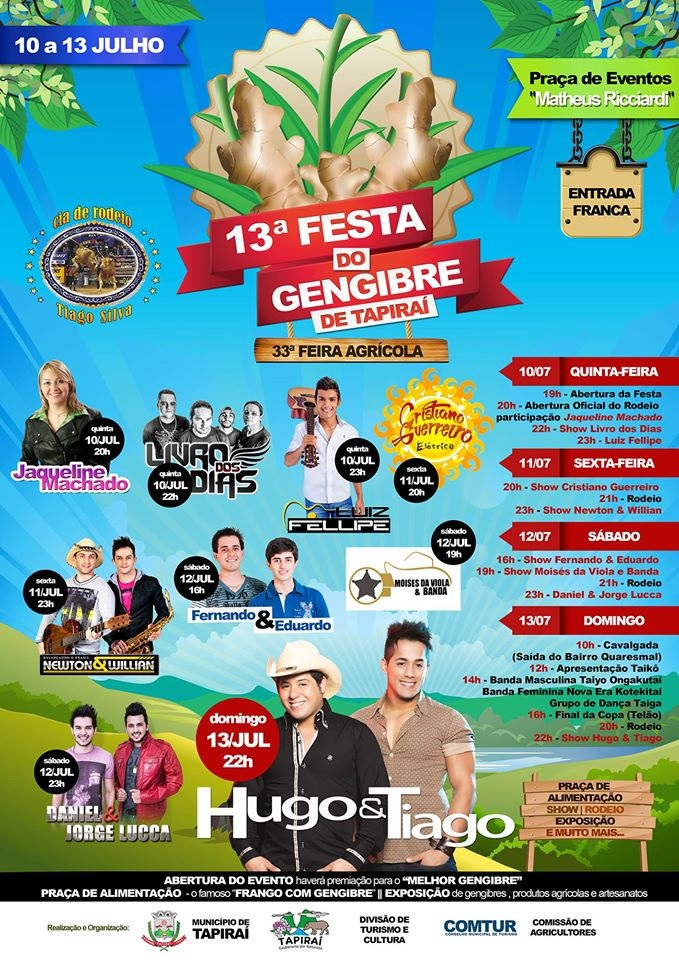
Panfleto da Festa
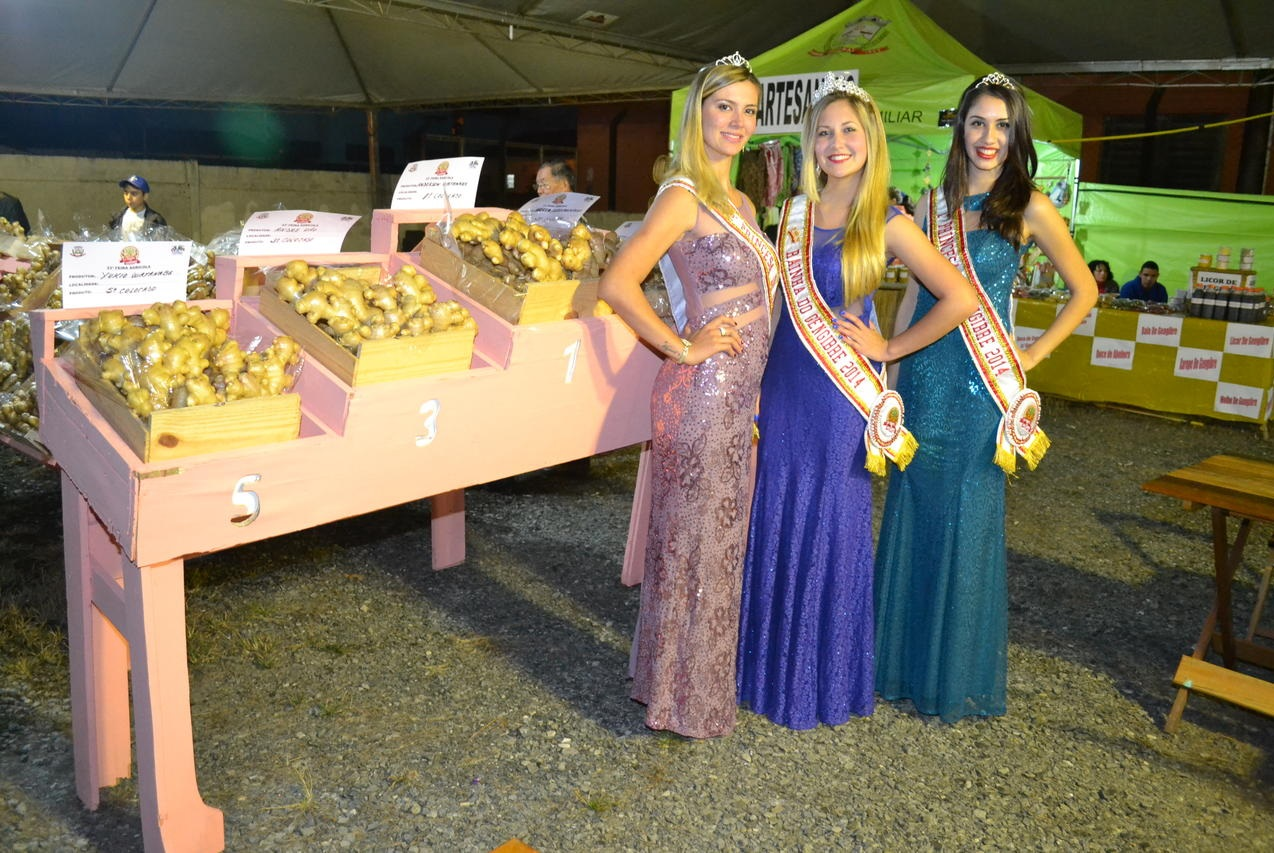
Rainha e Princesas do Gengibre.
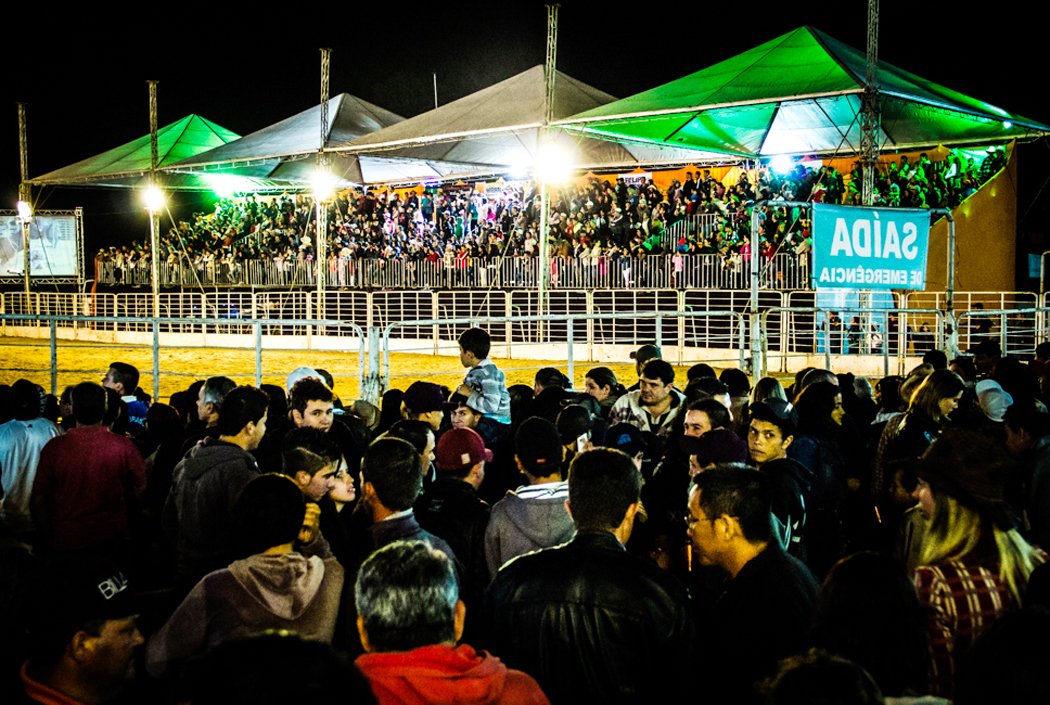
Festa do Gengibre
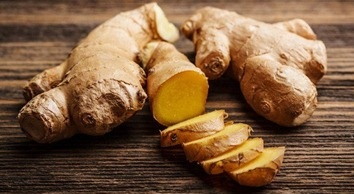
A raiz do Gengibre

## Turismo

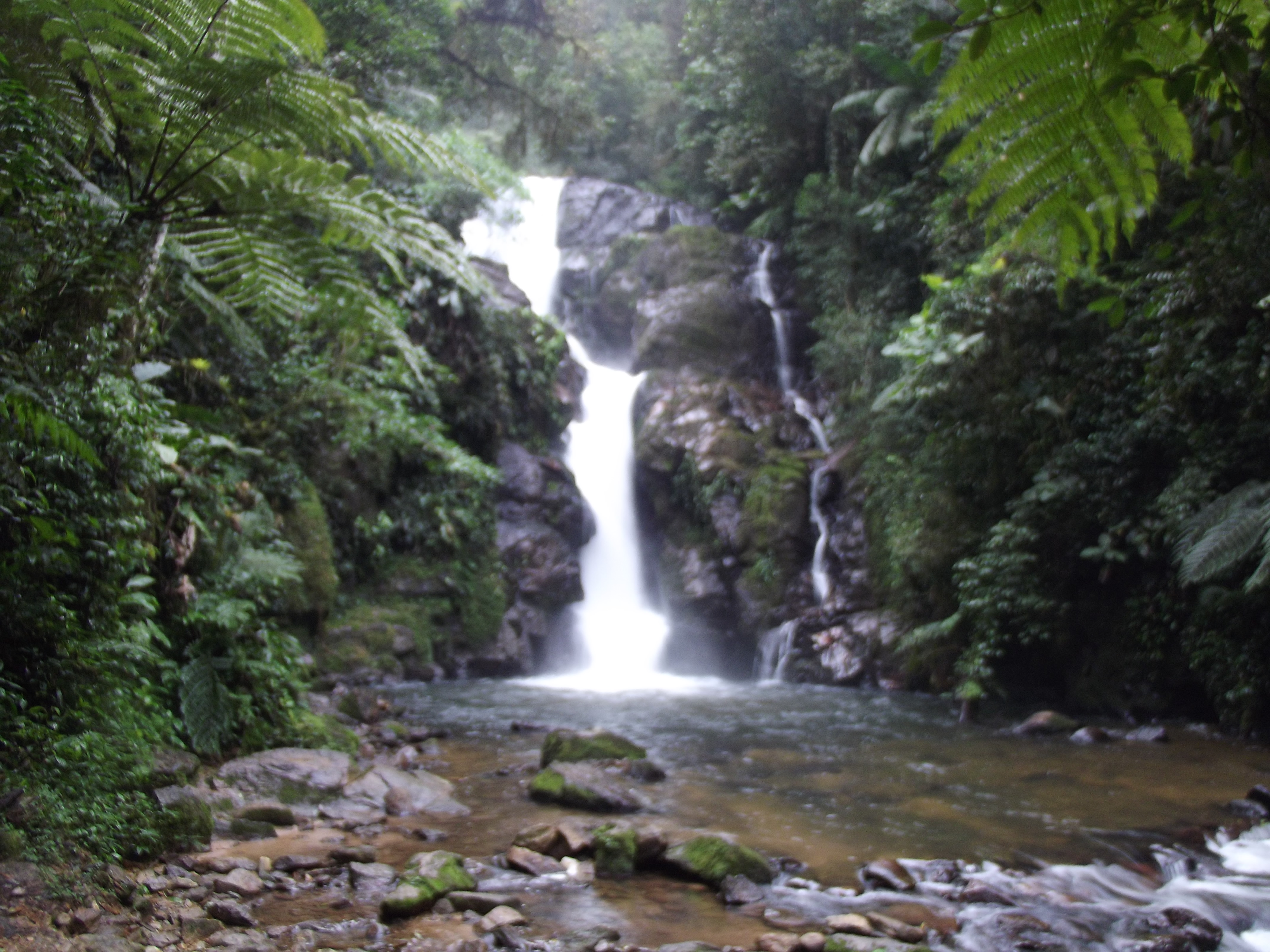
Cachoeira do Chá.

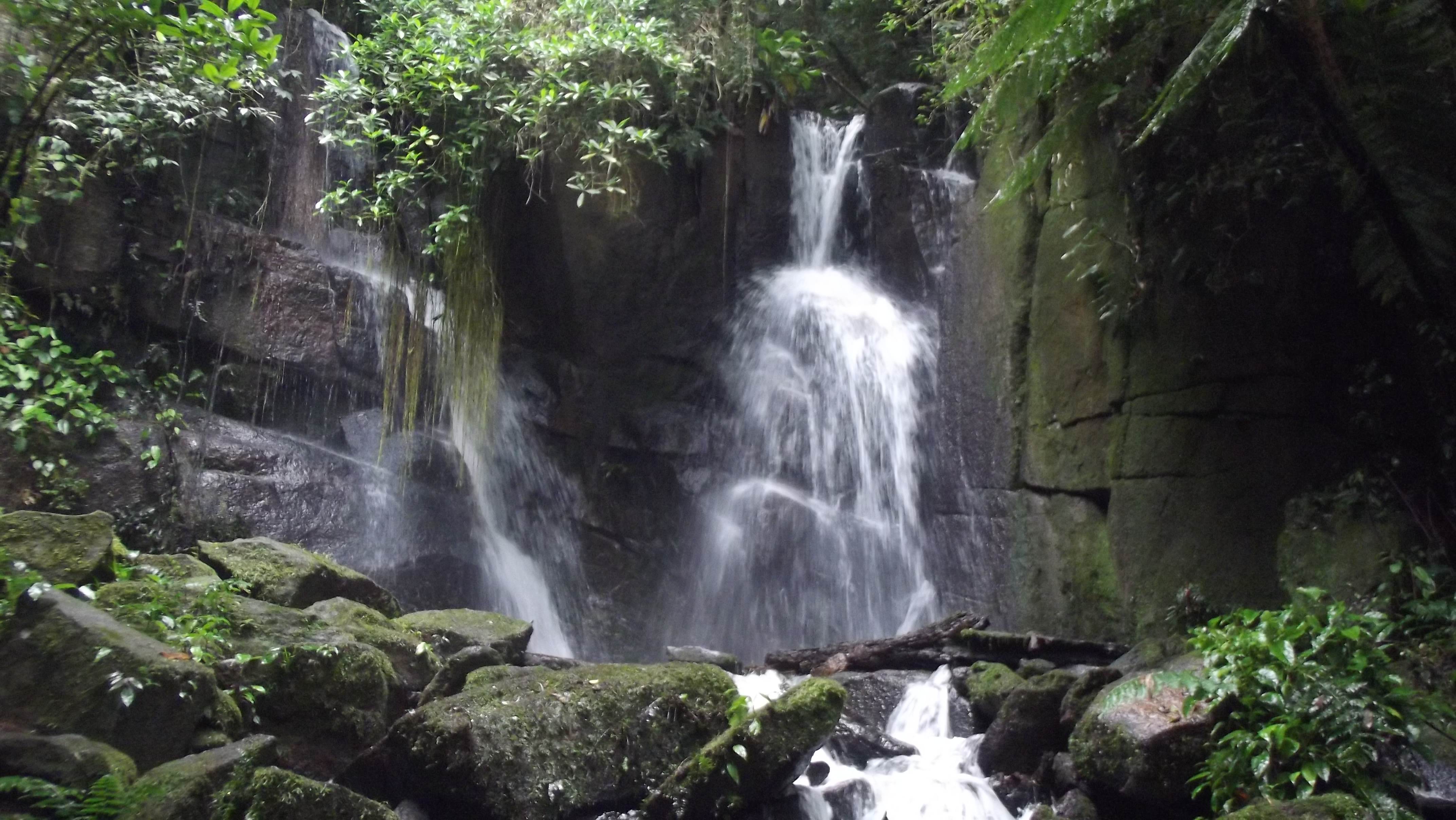
Cachoeira do Belchior.

Cortada pela rodovia SP-79, que liga o interior do Estado de São Paulo ao litoral sul do estado, ao Vale do Ribeira e à Região Sul do País, Tapiraí é passagem para muitos turistas, que com frequência, atraídos por suas muitas cachoeiras ou pelos rios e riachos, param nas pousadas existentes.
O principal atrativo do município é a Cachoeira do Chá, localizada no Bairro do Chá a 15 km do centro. A cachoeira conta com uma trilha de 1 km beirando as margens do Rio Corujas, durante a trilha os visitantes passam por uma belíssima piscina natural até chegar a queda principal com 30 metros de altura.
Além dos atrativos naturais, Tapiraí nos últimos anos passou a atrair observadores de aves de todo o país para avistar e fotografar espécies de aves nativas da Mata Atlântica, como a ave Maria-Leque-do-Sudeste.
O município tem interesse em desenvolver o ecoturismo e também o agroturismo e já tem selos turísticos oferecidos pelo ministério do turismo e pela Secretaria de Estado de Esportes e Turismo (SET).
Tapiraí agora é MIT (Município de Interesse Turístico), a aprovação ocorreu no dia 9 de maio de 2017, o município foi um dos primeiros quatorze municípios de interesse turístico aprovado.

## Religião
O Cristianismo se faz presente na cidade da seguinte forma:

### Igreja Católica
- A igreja faz parte da Arquidiocese de Sorocaba.[19]

### Igrejas Evangélicas
- Assembleia de Deus Ministério do Belém.[20][21]
- Congregação Cristã no Brasil.[22]